# Rita Streb-Hesse
Rita Streb-Hesse (* 29. November 1945 in Witzenhausen; † 25. Februar 2020 in Frankfurt am Main) war eine deutsche Politikerin (SPD). Sie war von 1991 bis 1998 Mitglied des Hessischen Landtages und von 1998 bis 2005 Mitglied des Deutschen Bundestages.

## Leben und Wirken
Nach dem Abitur 1965 am Gymnasium in Bad Sooden-Allendorf studierte Streb-Hesse von 1966 bis 1968 Politische Bildung, Geschichte und Deutsch für das Lehramt an der Universität Frankfurt. Während ihres Studiums schloss sie sich 1966 der Gewerkschaft Erziehung und Wissenschaft an. Sie beteiligte sich am Aufbau der ersten gewerkschaftlichen Studentengruppen und vertrat zwei Semester lang die Humanistische Studentenunion im Studierendenparlament. Nach dem Ersten Staatsexamen unterrichtete sie ab 1968 an einer Gesamtschule im Landkreis Offenbach, wo sie 1970 das Zweite Staatsexamen ablegte. Im Anschluss arbeitete sie zwei Jahre lang als Jugendbildungsreferentin für die Einrichtung „Arbeit und Leben“. Von 1973 bis 1991 war sie als Lehrerin an der Carlo-Mierendorff-Schule, einer Haupt- und Realschule in Frankfurt am Main, tätig, zuletzt als Konrektorin.
Streb-Hesse trat 1966 in die SPD ein. Sie war Mitglied im Landesvorstand der SPD Hessen, Vorsitzende der Arbeitsgemeinschaft für Bildungspolitik (AfB) im SPD-Bezirk Hessen-Süd und von 1995 bis 2000 Vorsitzende des SPD-Unterbezirks Frankfurt. Von 1985 bis 1991 war sie Stadtverordnete in Frankfurt am Main.
Bei den Landtagswahlen 1991 und 1995 wurde Streb-Hesse als Abgeordnete in den Hessischen Landtag gewählt, dem sie bis zu ihrer Mandatsniederlegung am 4. Oktober 1998 angehörte (Nachrücker im Landtag war Ronald Battenhausen). Sie war Mitglied des Kulturpolitischen Ausschusses, Mitglied des Haushaltsausschusses und Sprecherin der SPD-Landtagsfraktion für den Justizvollzug. Ab April 1995 war sie Vorsitzende des Kulturpolitischen Ausschusses sowie stellvertretende Vorsitzende der SPD-Landtagsfraktion.
Dem Deutschen Bundestag gehörte Streb-Hesse von 1998 bis 2005 an. Sie gewann bei der Bundestagswahl 1998 das Direktmandat im Wahlkreis 140 (Frankfurt am Main III) und bei der Bundestagswahl 2002 das Direktmandat im Wahlkreis 183 (Frankfurt am Main II). Im Bundestag war sie Mitglied des Ausschusses für Verkehr, Bau- und Wohnungswesen.
Von 2006 bis zu den Kommunalwahlen 2016, als sie sich aus der aktiven Politik zurückzog, war sie erneut Mitglied der Frankfurter Stadtverordnetenversammlung.